# Tô Văn Lai
Tô Văn Lai (11 hoặc 12 tháng 5 năm 1937 – 19 tháng 7 năm 2022) hay To Lai Peter là người sáng lập ra hãng băng đĩa Thúy Nga Paris, hãng băng đĩa lớn nhất của người gốc Việt ở hải ngoại.

## Sáng lập Trung tâm Thúy Nga
Ông Lai lập ra hãng băng nhạc Thúy Nga ở Sài Gòn vào năm 1972. Hãng cho ra được vài băng nhạc thì dừng lại sau biến cố sự kiện 30 tháng 4 năm 1975. Gia đình ông ở lại Sài Gòn một thời gian và vượt biên sang Pháp năm 1976.
Ông ôm giấc mộng xây một hãng băng đĩa lớn và vẫn say mê nghiệp âm nhạc nên làm mọi việc để thực hiện giấc mơ này. Trong khi vợ ông, bà Thúy mở một cửa hiệu nhỏ để sang lại các băng thành băng cassette, kiên nhẫn đi phát hành trong cộng đồng người Việt thì ông lại đi làm nhân viên bơm xăng cho một cây xăng ở Paris. Ông làm công việc này trong gần 5 năm liền để tích cóp tiền bạc. Sau khi tạm đủ tiền, năm 1980, ông đến gặp Euro Media Production - một công ty phát thanh, truyền hình của Pháp - để nhờ quay băng video Paris by Night đầu tiên. Mãi đến 3 năm sau, ông mới đủ tiền làm cuốn Paris by Night thứ hai.

## Sự cố
Ông Lai từng bị bắt khi về Việt Nam quay phim cho chương trình Thúy Nga mà không đăng kí xin phép chính quyền Việt Nam. Qua kiểm tra của công an Việt Nam thì ông Lai mang theo hơn 30 băng, đĩa có các cảnh quay tại Việt Nam để chuẩn bị cho chương trình Paris By Night 90 với chủ đề Chân dung phụ nữ Việt Nam. Theo kịch bản, đây sẽ là một DVD mang nội dung về phụ nữ Việt trong xã hội Việt Nam thời mở cửa, có đề cập đến về vấn đề phụ nữ lấy chồng Đài Loan, Trung Quốc...

## Qua đời
Ông Tô Văn Lai qua đời lúc 11 giờ 5 phút sáng ngày 19 tháng 7 năm 2022 tại tư gia ở Midway City, miền Nam California, Mỹ. Ông hưởng thọ 85 tuổi. Trang mạng RFA và BBC cho hay, sau khi ông qua đời, những bài viết về ông Tô Văn Lai đã không thể truy cập được trên các mạng báo trong nước vào chiều tối ngày 20/7.  , 
Ngày 2 tháng 8 năm 2022, sau khi tổ chức xong chương trình Paris By Night 133 (Nguyen Ngọc Ngạn The Farewell), tang lễ của ông được tổ chức tại Peek Family Home. Hiện nay, ông đang được chôn cất tại nghĩa trang Good Shepherd Cemetery And Mausoleum, Huntington Beach, California.

### Ca khúc tưởng niệm[7]
1. Ca sĩ Hương Lan - Ơn Nghĩa Sinh Thành (Sáng tác. Dương Thiệu Tước)
2. Ca sĩ Ngọc Anh - Điều Giản Dị (Sáng tác. Phú Quang)
3. Ca sĩ Tuấn Phước - Tình Cha (Sáng tác. Ngọc Sơn)
4. Ca sĩ Ngọc Ngữ & Châu Ngọc Hà - Nắng Đẹp Miền Nam (Sáng tác. Lam Phương)
5. Ca sĩ Lương Tùng Quang - Để Quên Con Tim (Sáng tác. Đức Huy)
6. Ca sĩ Hương Thủy - Xin Thời Gian Qua Mau (Sáng tác. Lam Phương)
7. Ca sĩ Khánh Hà - Ave Maria (Sáng tác. Franz Schubert, Phạm Duy)
8. Ca sĩ Tuấn Ngọc - Phôi Pha (Sáng tác. Trịnh Công Sơn)
9. Ca sĩ Hồ Lệ Thu - Bài Tango Cho Em (Sáng tác. Lam Phương)
10. Ca sĩ Hoài Phương - Unchained Melody (Sáng tác. The Righteous Brothers)
11. Ca sĩ Đồng Lan - Quê Hương Tuổi Thơ Tôi (Sáng tác. Mỹ Tâm)
12. Ca sĩ Quang Lê - Đường Về Quê Hương (Sáng tác. Lam Phương)
13. Ca sĩ Nguyễn Hồng Nhung - Nỗi Buồn Duyên Kiếp (Sáng tác. Nguyễn Văn Đông)
14. Ca sĩ Đặng Hà Duy - Đêm Dài Chiến Tuyến (Sáng tác. Lam Phương)
15. Ca sĩ Thiên Tôn - Thánh Ca Về Với Ngài (Sáng tác Phan Đình Tùng)
16. Ca sĩ Phương Loan - Phó Thác (Sáng tác. Kiều Linh)
17. Ca sĩ Hà Thanh Xuân - Mùa Xuân Đầu Tiên (Sáng tác. Tuấn Khanh)
18. Ca sĩ Lưu Bích - Cho Lần Cuối (Sáng tác. Lê Uyên Phương)
19. Ca sĩ Ý Lan - Nghìn Trùng Xa Cách (Sáng tác. Phạm Duy)
20. Ca sĩ Phương Yến Linh - Cát Bụi (Sáng tác. Trịnh Công Sơn)
21. Ca sĩ Lam Anh - Yên Bình (Sáng tác. Nguyễn Hồng Hải)
22. Ca sĩ Ngọc Hạ - Ôi Chưa Kịp Nói Với Nhau Một Lời (Sáng tác. Hoàng Thi Thơ)
23. Ca sĩ Tâm Đoan - Thu Sầu (Sáng tác. Lam Phương)
24. Ca sĩ Mai Thanh Thúy - Cỏ Úa (Sáng tác. Lam Phương)
25. Ca sĩ Đình Bảo - Khi Thái Sơn Ngả Bóng Cuối Trời (Sáng tác. Trầm Hương).